# Friedrich Tamms

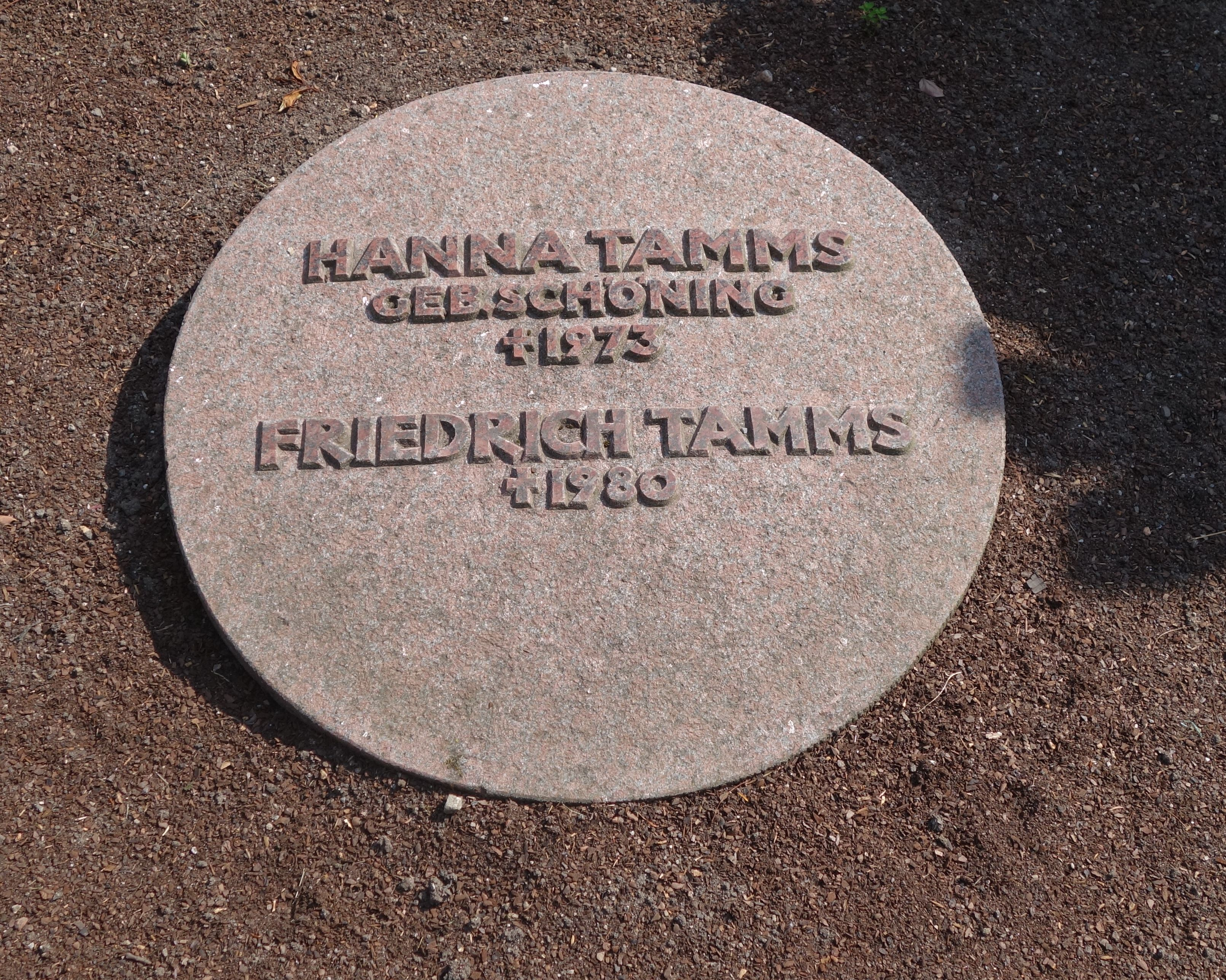
Nagrobek Hanny i Friedricha Tamms na cmentarzu północnym w Düsseldorfie

Friedrich Tamms (ur. 4 listopada 1904 w Schwerinie, zm. 4 lipca 1980 w Düsseldorfie) – niemiecki architekt, profesor Politechniki Berlińskiej, kierownik wydziału budownictwa w Düsseldorfie.

## Życiorys
Po ukończeniu Realgymnasium w Schwerinie Tamms studiował na Politechnice w Monachium od 1924 r. W 1926 r. wraz z Albertem Speerem i Rudolfem Woltersem przeniósł się na Politechnikę Berlińską. Tam studiował zarówno u Heinricha Tessenowa, jak i Hansa Poelziga. Po uzyskaniu dyplomu architekta od 1929 do 1934 pracował w Biurze Budowy Mostów w Berlinie, a od 1935 do 1939 był architektem-doradcą przy budowie autostrad Rzeszy i wyposażeniu autostradowych stacji benzynowych. Na drugiej wystawie niemieckiej architektury w Domu Sztuki w Monachium w latach 1938/1939 był zaprezentowano jego projekty autostradowych stacji benzynowych pod Wrocławiem oraz mostu Nibelungów w Linzu, który wzniesiono w latach 1938–1941.
Zaprojektował Most Knybawski na Wiśle pod Tczewem, zbudowany podczas niemieckiej okupacji w latach 1939–1941.

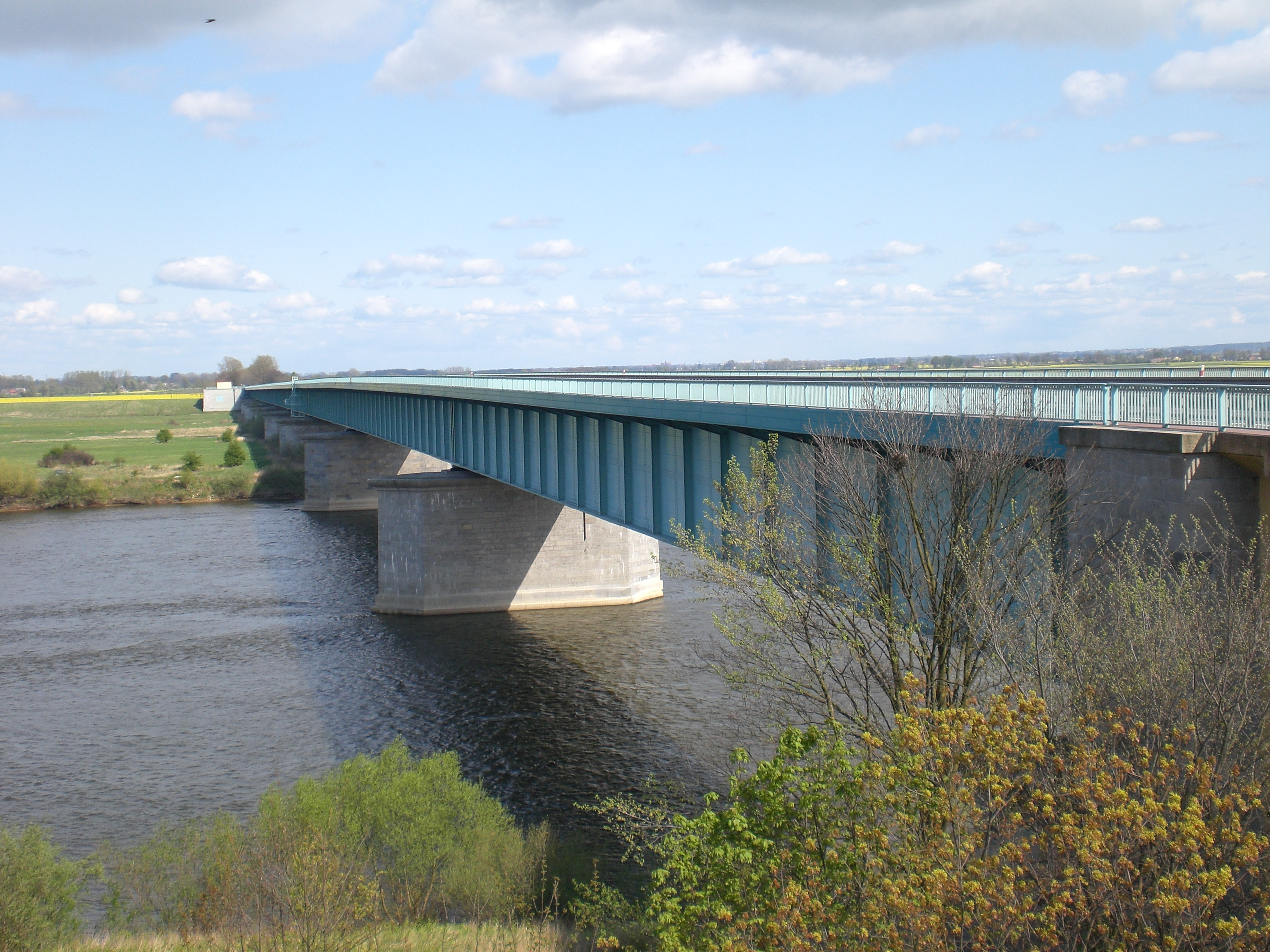
Most Knybawski

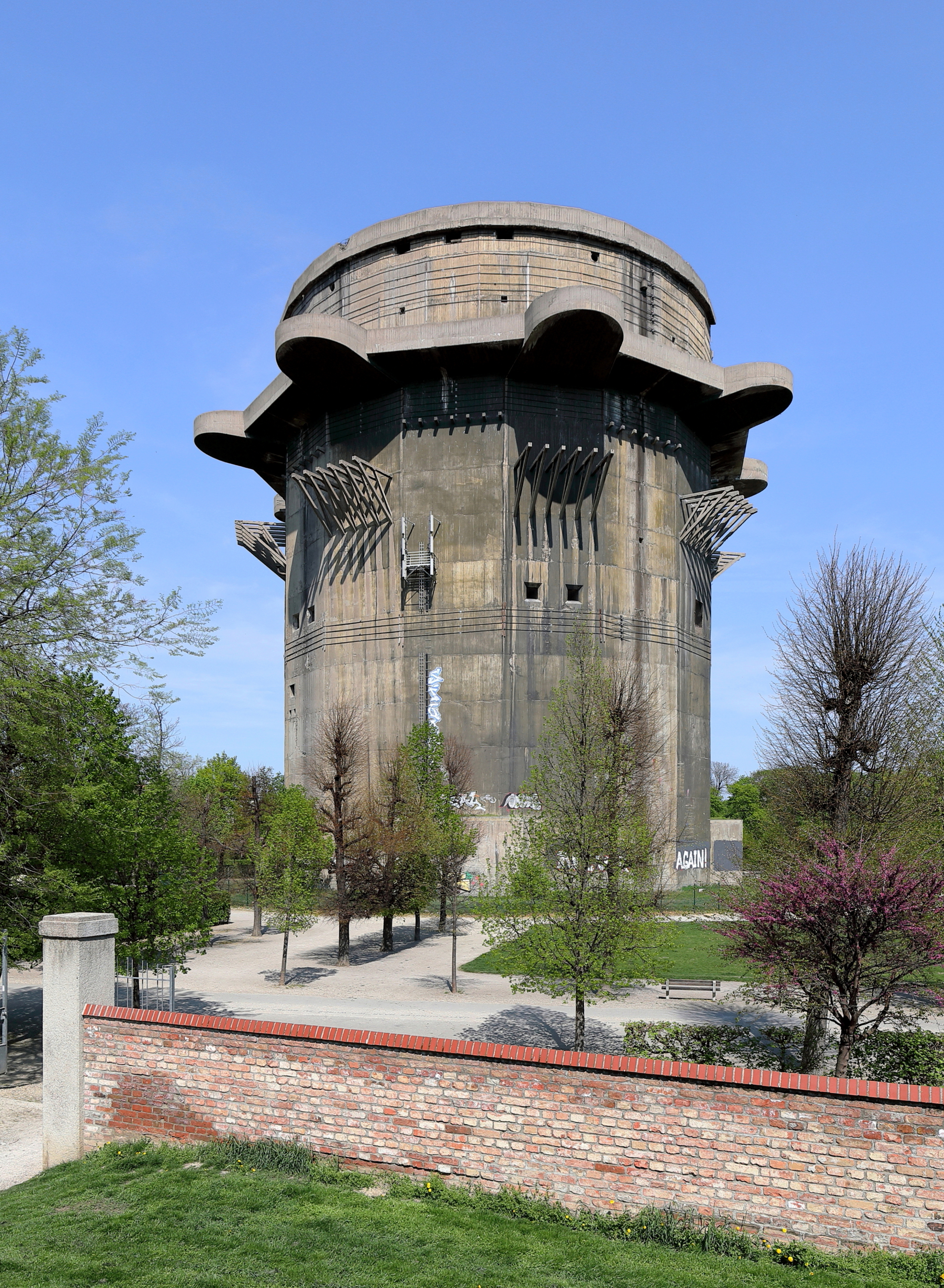
Flakturm w Augarten w Wiedniu

Od 1938 do 1945 Tamms pracował w biurze Alberta Speera – Generalnego Inspektora Budowlanego Stolicy Rzeszy (Generalbauinspektor für die Reichshauptstadt), a od 1942 do 1945 był także profesorem projektowania i planowania na Politechnice Berlińskiej. Hitler osobiście mianował Tammsa profesorem uniwersyteckim. Jako pracownik Organizacji Todta Tamms zbudował łącznie osiem wież przeciwlotniczych (Flakturm) w Berlinie, Hamburgu i Wiedniu, których wygląd miał nawiązywać do średniowiecznych zamków. Tamms był także członkiem sztabu roboczego do spraw odbudowy zniszczonych przez bombardowania miast – Akwizgranu i Lubeki. W sierpniu 1944 r., w końcowej fazie II wojny światowej Adolf Hitler umieścił go na Gottbegnadeten-Liste, co zwolniło go ze służby wojskowej, także podczas ostatecznej obrony Niemiec.
Po wojnie trafił do Gartowa w powiecie Lüchow-Dannenberg, skąd bezskutecznie próbował kontynuować swoją profesurę na Politechnice Berlińskiej. Próba powołania go na miejskiego radcę budowlanego Ankary w Turcji, zainicjowana przez Paula Bonatza, również się nie powiodła.
W latach 1948–1954 Tamms był szefem urzędu planowania przestrzennego w Düsseldorfie, gdzie faworyzował dawnych wysokich rangą przyjaciół ze środowisk nazistowskich, jak np. Helmut Hentrich, Konstanty Gutschow i Rudolf Wolters, co doprowadziło do afery. Krąg Düsseldorfskich Architektów (Architektenring Düsseldorf), założony przez Bernharda Pfaua, oskarżył Tammsa o wspieranie dawnych nazistowskich architektów, pomimo że Tamms nie był nigdy członkiem NSDAP. Spór zaostrzył się, gdy w 1952 r. za namową Tammsa na stanowisko szefa urzędu budowlanego w Düsseldorfie mianowano Juliusa Schulte-Frohlinde, byłego architekta Niemieckiego Frontu Pracy (Deutsche Arbeitsfront), który zaprojektował nowy ratusz w stylu nawiązującym do architektury nazistowskiej.
Od 1954 r. Tamms był radnym miejskim odpowiedzialnym za planowanie urbanistyczne i regionalne, a od 1960 r. kierownikiem miejskiego wydziału budowlanego. Przestrzeń miejską rozumiał jako pejzaż miejski i propagował ideę miasta przyjaznego samochodom. Mając to na uwadze, zadbał o to, aby Berliner Allee w Düsseldorfie wraz z kontynuacją, Tausendfüßler i Kennedydamm, została zbudowana jako oś północ-południe przez zniszczone wojną miasto. Zaprojektował i zrealizował trzy mosty wantowe, które łączą obie strony Renu w Düsseldorfie. Od 1956 r. planował miasto satelickie Garath. Tamms zaprojektował także salę kongresową i przebudowę Stadionu Renu w Düsseldorfie z okazji Mistrzostw Świata w 1974 r. W 1970 r. został odznaczony Związkowym Krzyżem Zasługi. W 1974 r. ukazała się wydana przez Niemiecką Akademię Urbanistyki i Planowania Regionalnego książka „O ludziach, miastach i mostach” będącą zbiorem tekstów Tammsa z okresu od 1930 do 1974 r.

## Wyróżnienia
- 1972: Doktorat honoris causa Uniwersytetu Technicznego we Wiedniu[4]
- 1975: Członkostwo korespondencyjne Towarzystwa Naukowego w Brunszwiku